# Thaba Nchu
Thaba Nchu – miasto w Republice Południowej Afryki, w Wolnym Państwie. W 2011 roku liczyło 70 118 mieszkańców.
Miasto położone jest 60 km na wschód od Bloemfontein. Na terenie miasta osadnictwo pojawiło się w latach 30. XIX wieku, a oficjalne założenie miasta miało miejsce w roku 1873.